# Alessandro Simeoni da Carnasciale
Alessandro Simeoni (Carassai, attorno al 1470 – Fermo, 24 marzo 1520) è stato un nobile e condottiero italiano.

## Biografia
Alessandro era un rampollo della nobile famiglia carassanese dei Simeoni (cognome successivamente cambiato in Polini) . Nato intorno al 1470, si trasferì a Fermo dove ebbe presto incarichi importanti civili e militari  ma mantenne rapporti molto forti con la cittadina natale.
Nel 1498, a 28 anni, si arruolò nella compagnia di ventura del genovese Andrea Doria che in quel periodo era di stanza a Fermo .
La città di Fermo sceglie il Simeoni, conosciuto come Alessandro da Carnasciale (toponimo dell'epoca della sua città natale) quando nel 1512 si deve prestare soccorso alle truppe papali impegnate in Romagna e soccorrere presidi pontifici nelle Marche sotto attacco di Fabrizio I Colonna e Pompeo Colonna.
La città di Fermo esilia però il Simeoni nel 1513 essendo stato uno dei capi della sommossa, ordita da Bartolomeo Brancadoro e Giovanni Brancadoro, che tentò di sovvertire il governo della città.
Torna dall'esilio e il suo nome si lega, come luogotenente, a quello di Lodovico Euffreducci.
Con il suo signore sarà in difesa di Firenze per conto di Papa Leone X contro truppe francesi. 
Sempre al servizio di Leone X, il Simeoni, nel febbraio del 1515, con un contingente di cavalleria, agli ordini del suo signore Lodovico, si recò a Firenze per unirsi alle forze di Giuliano de' Medici, nominato capitano generale delle truppe fiorentine, che stava organizzando una spedizione in Lombardia contro i Francesi che minacciavano di invadere lo Stato di Milano.
Nel 1516 il Simeoni è al comando di truppe destinate alla conquista del Ducato di Urbino contro Francesco Maria I Della Rovere.
Simeoni è insieme con Lodovico Euffreducci e alcuni sicari nei pressi di Roma per attentare alla vita di Bartolomeo Brancadoro. Questo omicidio ingenererà una serie di eventi che portarono alla prematura fine di Alessandro da Carnasciale.
Il conte Monaldo Leopardi ci descrive il Simeoni come di "natura iniqua, subdola, arrogante e temeraria" temuto e odiato e smentito autorevolmente dal Polini suo discendente . Il Simeoni, in effetti, diede prova di fedeltà all'Euffreducci quando evitò le lusinghe del Papa tramite le trame del conterraneo vescovo di Chiusi Niccolò Bonafede che lo voleva dalla sua parte contro il suo signore.
Da questo momento il vescovo ha modo di organizzare una grossa coalizione e assoldare valenti condottieri. Un esercito tale da poter muovere contro l'Euffreducci riparato nel fedele castello di Falerone. La battaglia che seguirà in località Piane di Montegiorgio vedrà la morte di Lodovico Euffreducci e la cattura di Alessandro Simeoni, il cui ardimento in battaglia sarà lodato dallo stesso biografo del Bonafede.
Trasportato come un trofeo dentro le mura di Fermo, il 24 marzo 1520 fu impiccato nella parte alta della città conosciuta come Girfalco.